# Stocznia Gdanska 8203
Der ab 2000 als Stocznia Gdanska 8203 von der Danziger Werft (Stocznia Gdańska) gebaute Schiffstyp ist eine Baureihe von Mehrzweckschiffen.

## Einzelheiten

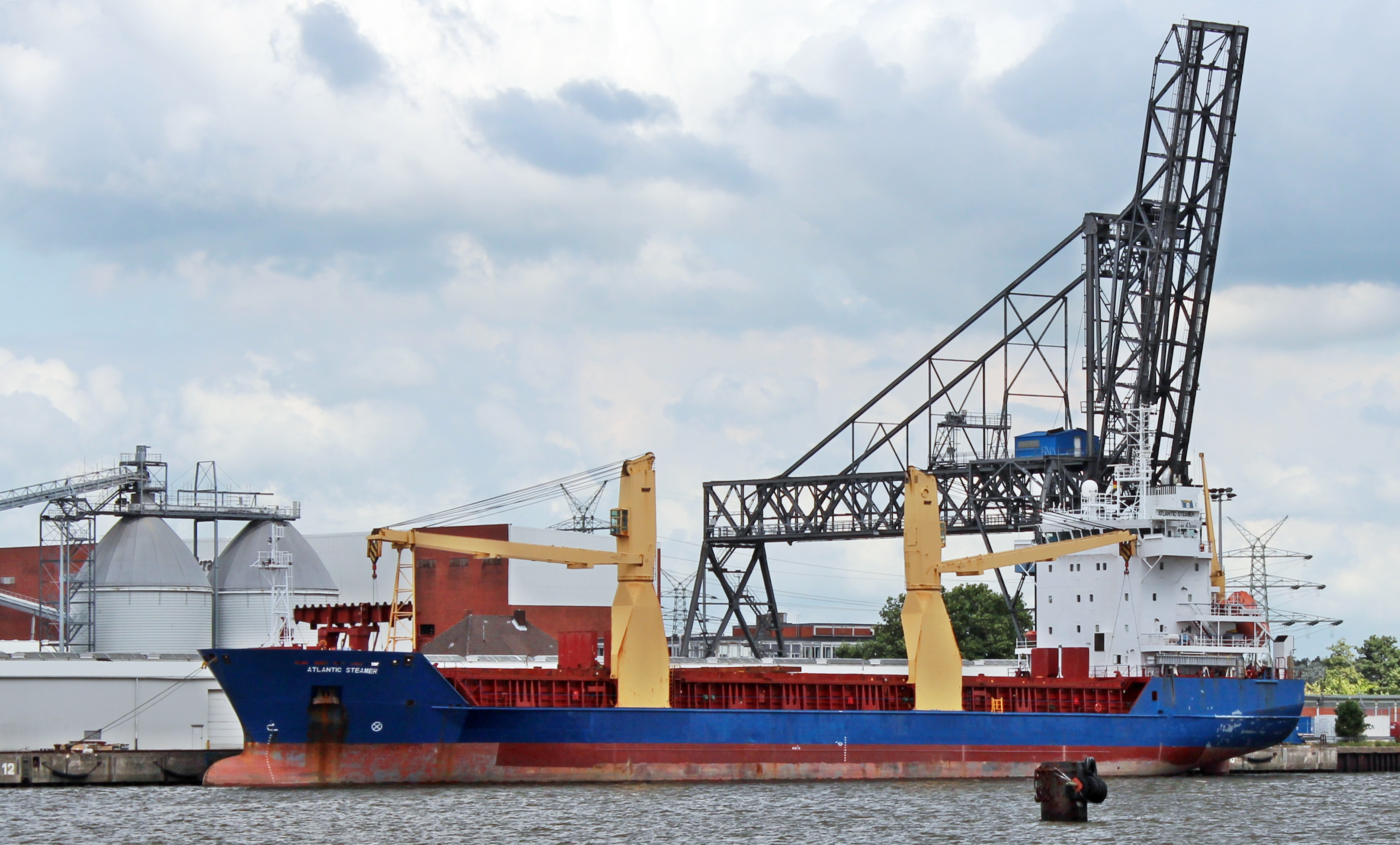
Die Atlantic Steamer in Emden

Die Schiffe sind als Mehrzweck-Trockenfrachtschiffe mit weit achtern angeordnetem Deckshaus, einem langen mittleren und einem kürzeren vorderen Laderaum ausgelegt. In der Hauptsache werden sie im Transport von Massengütern, Massenstückgütern, kleineren Projektladungen oder Containern eingesetzt. Die Containerkapazität beträgt 375 TEU. Die Schiffe sind mit zwei an Backbord angebrachten elektrohydraulischen NMF-Schiffskränen mit jeweils 45 Tonnen Hubvermögen ausgerüstet, die im gekoppelten Betrieb Kolli von bis zu 90 Tonnen bewegen können. Die Laderäume der Schiffe werden mit hydraulischen Klapplukendeckeln verschlossen.
Der Antrieb der Schiffe besteht aus einem 8-Zylinder-Viertakt-Dieselmotor des Typs MAN 8L 32/40 mit einer Leistung von 3840 kW. Der Motor wirkt auf einen Verstellpropeller und ermöglicht eine Geschwindigkeit von etwa 14 Knoten. Weiterhin stehen vier Hilfsdiesel zur Verfügung. Die An- und Ablegemanöver werden durch ein Bugstrahlruder unterstützt.

## Atlantic Cruiser
Die Atlantic Cruiser der Reederei Bockstiegel wurde am 13. April 2012 vor einem syrischen Hafen gestoppt, weil der Verdacht bestand, das Schiff habe in Dschibuti 7200 Tonnen Militärgüter und Munition für Syrien geladen. Die als BBC Italy gebaute Atlantic Cruiser fuhr unter der Flagge Antigua und Barbudas in Charter des ukrainischen Unternehmens White Whale Shipping. In der Nacht vom 17. zum 18. April 2012 lief es den türkischen Hafen İskenderun an, wo es von den Behörden untersucht wurde. Deutsche und türkische Behörden bestätigten offiziell, dass bei der Untersuchung durch türkische Behörden kein militärisches Gerät oder Waffen gefunden wurden.

## Die Schiffe
| Stocznia Gdańska 8203                          | Stocznia Gdańska 8203 | Stocznia Gdańska 8203 | Stocznia Gdańska 8203 | Stocznia Gdańska 8203         | Stocznia Gdańska 8203 |
| Bauname                                        | Baunummer             | IMO-Nummer            | Ablieferung           | Auftraggeber                  | Spätere Namen und Verbleib                                                                                                   |
| ---------------------------------------------- | --------------------- | --------------------- | --------------------- | ----------------------------- | --- |
| Harle                                          | 8203/1                | 9210244               | 2000                  | Cassaday Shipping, Limassol   | 2000 BBC Norway, 2000 SCM Mexico, 2002 BBC Norway, 2005 Lady Gloria, 2017 Rek Majesty, 2022 Optima                           |
| Ostkap                                         | 8203/2                | 9210256               | 2000                  | Krey Schiffahrts GmbH, Leer   | 2005 SDS Rain, 2021 Viktor Zabelin                                                                                           |
| Norderney                                      | 8203/3                | 9210268               | 2000                  | Cassaday Shipping, Limassol   | 2000 BBC Finland, 2010 Lady Gaia, 2017 Rek Titan, 2019 Red Titan                                                             |
| Nordkap                                        | 8203/4                | 9210270               | 2000                  | Krey Schiffahrts GmbH, Leer   | 2004 Flinternoord, 2005 Normed Hamburg, 2008 Nordkap, 2013 BBC Nordkap, 2013 Nordkap, 2019 Manisa Star                       |
| Nordland                                       | 8203/5                | 9210282               | 2000                  | Briese Schiffahrts GmbH, Leer | 2001 BBC Nordland, 2001 Isabella G., 2003 BBC Nordland, 2017 Lae Express II                                                  |
| Südkap                                         | 8203/6                | 9210294               | 2000                  | Krey Schiffahrts GmbH, Leer   | 2001 BBC Atlantic, 2003 SCM Athina, 2009 Südkap, 2019 MC Pioneer                                                             |
| Westkap                                        | 8203/7                | 9210309               | 2000                  | Krey Schiffahrts GmbH, Leer   | 2002 BBC Pacific, 2005 SCM Elpida, 2019 Maj Richard Winters                                                                  |
| Möwensteert                                    | 8203/8                | 9210311               | 2000                  | Briese Schiffahrts GmbH, Leer | 2000 Northsea, 2004 BBC Northsea, 2007 Kimberley Rose, 2009 BBC Northsea, 2016 Akvamarin                                     |
| Atlantic Carrier                               | 8203/9                | 9210323               | 2000                  | W. Bockstiegel, Emden         | 2001 BBC Peru, 2011 Atlantic Carrier, 2016 Bow Diamond, 2021 Green Pearl                                                     |
| BBC Chile                                      | 8203/10               | 9210335               | 2001                  | W. Bockstiegel, Emden         | 2011 Atlantic Island, 2013 Geogiy Ushakov                                                                                    |
| BBC Italy                                      | 8203/11               | 9210347               | 2001                  | W. Bockstiegel, Emden         | 2001 Buccaneer, 2003 BBC Italy, 2011 Atlantic Cruiser, 2012 Allcargo Susheela, 2017 Allcargo Sushila, 2018 Madurai Meenakshi |
| BBC Spain                                      | 8203/12               | 9210359               | 2001                  | W. Bockstiegel, Emden         | 2011 Atlantic Steamer, 2013 S. Kuznetsov                                                                                     |
| Daten: Oceania-Bauliste, Equasis, grosstonnage |                       |                       |                       |                               | |